# Typhlodromips dentilis
Typhlodromips dentilis är en spindeldjursart som först beskrevs av De Leon 1959.  Typhlodromips dentilis ingår i släktet Typhlodromips och familjen Phytoseiidae. Inga underarter finns listade i Catalogue of Life.